# 동충하초
동충하초(冬蟲夏草)는 동충하초목 동충하초과의 작은 버섯으로, 대부분 곤충에 기생하여 숙주가 되는 곤충의 사체에 자실체를 낸다.
자실체는 머리·줄기의 두 부분으로 형성되며, 머리 부분은 구형·방추형·주걱 모양 등으로 불룩해지고, 그 표면 또는 표피 밑에 다수의 자낭각을 형성한다. 숙주가 되는 곤충은 나비·매미·벌·거미 등인데, 이들 균은 숙주를 죽이고 그 곳에 자실체를 낸다. 따라서 겨울에는 벌레이던 것이 여름에는 버섯으로 변한다는 뜻에서 동충하초란 이름이 붙여졌다. 눈꽃동충하초, 박쥐나방동충하초, 붉은동충하초, 매미다발동충하초 등이 있다.

## 효능
동충하초에는 기능성 지표물질인 코디세핀이 면역 증진 및 피로 개선, 노화 예방에 도움을 주며, 감기 등 상기도감염 예방에도 좋다.

## 같이 보기
- 영지버섯
- 상황버섯